# Conte de Nadal (pel·lícula de 1971)
Conte de Nadal (títol original en anglès: A Christmas Carol) és un curtmetratge d'animació estatunidenc estrenat el 1971, basat en la novel·la homònima de Charles Dickens. Va ser dirigit per Richard Williams, i va guanyar un Oscar al millor curtmetratge d'animació el 1972.

## Repartiment (veus)
- Alastair Sim: Ebenezer Scrooge
- Michael Redgrave: narrador
- Michael Hordern: fantasma de Marley
- Diana Quick: fantasma del passat
- Joan Sims: Sra. Cratchit
- Paul Whitsun-Jones: Ragpicker/Fezziwig
- David Tate: Fred/Charity Man
- Felix Felton: fantasma del present
- Annie West: fantasma del futur
- Melvyn Hayes: Bob Cratchit
- Mary Ellen Ray: Sra. Dilber
- Alexander Williams: Tiny Tim